# Ironhide
Ironhide es un personaje ficticio de superhéroes robots en la franquicia de Transformers. Según el creador original de los nombres de los Transformers, Bob Budiansky, Ironhide recibió el nombre de la serie de televisión Ironside. Es un gran guerrero el cual no se rinde; es uno de los Autobots más potentes. Sin embargo peleó por la causa Autobot durante años.

## Características
Ironhide como en casi todas las franquicias de la serie es el segundo al mando de los Autobots, es un gran guerrero, de carácter temperamental, fuerte, valiente y rudo, suele andar molesto y malhumorado; detesta y odia a los Decepticons y cada vez que derrota a uno siente un gran placer cuando los aniquila. Sin embargo este es uno de los Autobots más potentes y fuertes de todo el equipo, cabe notar que también es uno de los Autobots que posee un gran armamento y es muy hábil en las batallas, al comienzo no le tenía mucha simpatía a los terrícolas pero con el tiempo se empezó a relacionar más con los humanos y los seres orgánicos del planeta Tierra, lo cual se da de notar que este se encariña con los seres terrestres.

## Transformers: Generación 1
Ironhide es el más viejo de los Autobots que viajaban en el Arca. Ha estado en una buena cantidad de batallas y, a pesar de su edad, es un sujeto muy rudo y resistente. Se transforma en un vehículo utilitario japonés Nissan One Box. Una curiosidad del personaje es que el modo robot de la figura no era más que la cabina de la camioneta con brazos y piernas, pero en la serie de televisión le dieron una cabeza y un aspecto más humano.

### Historia en el Cómic
En los primeros números del cómic de Marvel, Ironhide tenía una apariencia similar al juguete, pero en números posteriores lo alteraron para que luciera con la apariencia más antropomórfica de la serie de TV. Ironhide fue uno de los primeros Autobots que se enfrentaron a Devastator, en una misión fallida para impedir que Soundwave llamara refuerzos Decepticon de Cybertron. Luego de eso, Ironhide apareció poco en el cómic, hasta que dejó de aparecer, supuestamente destruido por Starscream, que tenía el poder de la Underbase (Base Submarina en España). Cuando Grimlock consiguió el combustible milagroso conocido como Nucleon, Ironhide y otros Autobots fueron reactivados justo a tiempo para ayudar en la batalla contra Unicron.

## Transformers: Ironhide (cómic)
Ironhide revive (se supone que muere en Transformers La película de 1986), en un cybertron totalmente destruido y desolado, controlado por los zombi-bots, también descubre que su mejor amigo Sunstreaker fue el que, completamente descontrolado por el odio al haber sido torturado y utilizado para el control y desarrollo de los Headmasters, y su conversión en uno de estos, le da todos los datos necesarios a los Decepticons para conquistar la Tierra con tal de que destruyan a los humanos.

### Historia en Televisión
En la serie de televisión, Ironhide parecía tener un rango similar a Jazz y Prowl. En Cybertron, Ironhide tenía una novia llamada Chromia.
Cuando apareció un duplicado de Optimus Prime y los Autobots no sabían cuál era su verdadero líder, Ironhide tomó el mando provisorio de los Autobots hasta que se aclaró todo.
En la película animada, Ironhide dirige una nave hacia Ciudad Autobot, pero es interceptado por los Decepticons, que destruyen a todos a bordo. En un último esfuerzo, el moribundo Ironhide atrapa a Megatron por la pierna, en un intento de impedir que embosquen a los Autobots con su nave. Megatron responde "Qué heroica tontería" (una frase famosa de la película) y termina haciéndolo polvo con el cañón de su brazo derecho.

## Car Robots
El Ironhide de la serie Car Robots es muy similar en modo robot a la versión animada del original, pero se transforma en una camioneta.

## Transformers Energon
El Ironhide de Transformers Energon es todo lo contrario del original: un joven indisciplinado. Se transforma en un Toyota Land Cruisier modificado.

## Películas de acción real

### Transformers
Ironhide es uno de los personajes intervinientes en la película Transformers, en la cual se transforma en un camión mediano GMC Topkick. En la misma, demuestra una personalidad de tipo rudo y combativo, al punto tal de querer usar el poder llamado fuerza letal contra los humanos para poder liberar a su compañero Bumblebee.
Ironhide, es uno de los miembros del cuerpo de los Autobots. En la película, el llega al planeta Tierra junto a los Autobots Optimus Prime, Ratchet y Jazz, para dar apoyo a su compañero Bumblebee quien ya se encontraba en la Tierra tras los pasos de Megatrón para encontrar al cubo y custodiando al joven Sam Witwicky, que aún no sabe que en él, está la supervivencia de la Tierra por parte de los anteojos de su bisabuelo. Ya en la Tierra, Ironhide aterriza en la piscina de una casa en los suburbios de Mission City y toma la forma de un camión mediano GMC Topkick 6500, por lo que es uno de los más fuertes del grupo. Además, ya reunido con Optimus y los demás autobots en la película, se deja ver que es un miembro fuerte y rudo. También se puede ver que varias veces choca con la actitud de su líder Optimus Prime. Por ejemplo, Cuando ya en casa de Sam después de que Ratchet se tropezara y cayera al suelo haciendo que la tierra temblara, el padre de Sam (sin saber qué fue), cree que es un terremoto y entra en pánico. Luego de que revisara la casa, Ironhide dice que los humanos son un estorbo y le pregunta a Optimus si puede matarlos; Optimus lo regaña y le advierte que no pueden herir a los humanos, y también, luego de la captura de Bumblebee por parte del Sector 7, él y su compañero Jazz, le plantean a Optimus la necesidad de ir a rescatar al joven Autobot, llegando Ironhide a proponer usar la fuerza letal contra los humanos, argumentando que se trata de una raza primitiva y violenta que ha hecho demasiado daño a su planeta. Esta idea terminó siendo desechada por Optimus, luego de que Optimus lo reprendiése advirtiéndole que ninguna otra raza del Universo tiene que pagar por los errores cometidos por los Transformers. Ya en batalla con los Decepticons, Ironhide demuestra una alta destreza y habilidad en el combate cuerpo a cuerpo y en el manejo de armas, ayudando a los Autobots a llegar a la victoria definitiva. Debido a su fuerza y masa corporal, está catalogado como uno de los Autobots más poderosos, solo superado por Optimus Prime, pero no se puede decir lo mismo en el uso de la razón, donde todo pretende resolverlo utilizando la violencia.

### Transformers: Revenge of the Fallen
En esta película su papel es muy reducido en comparación a la anterior entrega (esto debido al número elevado de personajes en CGI) llegando a aparecer solo en tres escenas.
Ironhide, ahora ascendido a lugarteniente (el puesto de Jazz antes de morir), es el primer transformer en aparecer en pantalla, acompañado de la alianza humana N.E.S.T (de la que es miembro) para detener la actividad Decepticon de Demolishor y su compañero Sideways. Envía a su equipo especial para que se encarguen de Sideways (entre el equipo figura su novia Chromia, hermana de Arcee y Elita-One , Sideswipe, y los gemelos autobots Skids y Mudflap) mientras el y Optimus acaban con Demolishor.
Cuando Sam y sus amigos son raptados por Grindor, Starscream y Megatron; llega Optimus y Bumblebee para salvarlos y pelean con ellos. Después, Ironhide llega con los autobots para ayudar (más adelante en otra escena y lugar) pero no alcanzan a llegar a tiempo, Optimus lucha contra el trío Decepticon y muere. Después de eso llega a Egipto con los demás autobots con la misión traer el cadáver de Optimus para que Sam lo reviviera, al momento llegan los Decepticons, comienza la acción y pelea contra ellos, en la cual Ironhide fue enviado junto a Arcee a encontrar a Sam, sin embargo no logran acercarse demasiado a él. Después nuevamente encuentran y protegen a Sam para llegue al cuerpo de Optimus y lo reviva. Una vez revivido, Optimus despierta pero con heridas graves casi sin poder levantarse, Ironhide le dice a Optimus que se levante y pelee, sobreviviendo a la batalla en Egipto.

### Transformers: el lado oscuro de la luna
Su participación es muy importante en esta cinta. Se creyó que iba a tener una destacada participación, pero desafortunadamente para los fanáticos de la serie Ironhide muere a manos de Sentinel Prime.
Ironhide sigue de lugarteniente segundo al mando de los Autobots, cuando el secreto de Sentinel Prime es revelado, los Autobots deciden ir por el pero erróneamente Optimus Prime lo reactiva con la Matrix, luego de que este fuera activado, Ironhide es el encargado de escoltar a Sentinel Prime. Durante el camino en la carretera los Autobots descubrieron el secreto que tenían los Decepticons para usar los pilares de Sentinel Prime, debido a eso los Autobots deciden ir rápidamente a la base de la N.E.S.T. para alertar a Sentinel Prime, en eso aparecen los Dreads, tres Decepticons que se convierten en camionetas policías Chevrolet Suburban cuyos nombres son Hatchet, Crankcase y Crowbar, estos atacan a los Autobots. Uno de ellos, (Hatchet), es eliminado por Dino/Mirage con la ayuda de Bumblebee los 2 Dreads restantes localizan a Sentinel Prime, entonces Ironhide aparece en el camino y los elimina sin ninguna dificultad con la ayuda de Sideswipe, cuando Ironhide regresa a la base de la N.E.S.T., Sentinel Prime decide revelar a los Autobots que su plan no era luchar contra los Decepticons, el verdadero plan de este, era aliarse con Megatron, ya que hace un pacto con el líder de los Decepticons con la finalidad de esclavizar a la raza humana para salvar el planeta Cybertron y usar los pilares para teletransportar a los Decepticons al planeta Tierra para invadirlo, esclavizar a los humanos y extraer los recursos terrestres. Justo después de este suceso en el que Sentinel Prime revela su plan ante sus compañeros Autobots, Ironhide es asesinado de forma cobarde y odiosa a manos de Sentinel Prime, le da 2 disparos por la espalda, seguidamente de uno en el pecho, hasta cierto punto en el que la parte superior de su cuerpo está derritiéndose, se cae en pedazos y finalmente muere.

### Transformers: la era de la extinción
Cinco años después de la batalla de Chicago, Ironhide fue catalogado como "fallecido" por el grupo de trabajo de la CIA, "Cemetery Wind".

## Transformers Animated
En Transformers Animated, los escritores unieron las personalidades de Ironhide y Ratchet para crear al personaje como lo conocemos en la serie. Poco después apareció un personaje llamado Ironhide, con un diseño similar al original, pero como esta personalidad ya la tenía Ratchet, hicieron al nuevo Ironhide con una personalidad más juvenil, similar al de Transformers Energon.
Esta versión de Ironhide posee el poder de transformar su cuerpo en una aleación impenetrable, un poder que parece estar basado en el superhéroe Colossus.